# Eric Betzig
Eric Betzig (ur. 13 stycznia 1960 w Ann Arbor, w stanie Michigan) – amerykański chemik, laureat Nagrody Nobla w dziedzinie chemii w 2014 roku.

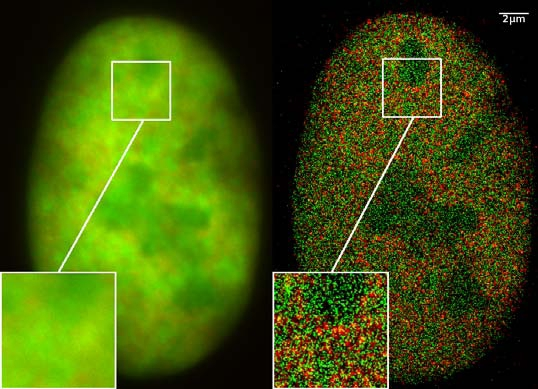
Porównanie obrazu jądra komórki z mikroskopu fluorescencyjnego zwykłego (po lewej) i wysokiej rozdzielczości (po prawej)

Od 2005 roku jest szefem grupy badawczej w instytucie badawczym Janelia Farm Research Campus w 	Ashburn, w stanie Wirginia będącego częścią Howard Hughes Medical Institute. Jest laureatem między innymi William L. McMillan Award z 1992 roku. W 2014 roku otrzymał wspólnie ze Stefanem W. Hellem i Williamem Moernerem – Nagrodę Nobla w dziedzinie chemii za rozwój mikroskopii fluorescencyjnej wysokiej rozdzielczości.